# Гончарівка (Бєлгородська область)
Гончарівка (рос. Гончаровка) — хутір у Красненському районі Бєлгородської області Російської Федерації.
Населення становить 8 осіб. Входить до складу муніципального утворення Лєсноуколовське сільське поселення.

## Історія
Населений пункт розташований у східній частині української суцільної етнічної території — східній Слобожанщині.
Згідно із законом від 20 грудня 2004 року № 159 від 20 грудня 2004 року органом місцевого самоврядування було Лєсноуколовське сільське поселення.

## Населення
| 2002 | 2010 |
| ---- | ---- |
| 23   | ↘8   |